# Dare to Stop Us
Pour plus de détails, voir Fiche technique et Distribution.
Dare to Stop Us (止められるか、俺たちを, Tomerareru ka, kimitachi o) est un film japonais réalisé par Kazuya Shiraishi, sorti en 2018.

## Synopsis
Le film se déroule au sein de la Wakamatsu production, maison de production fondée par le réalisateur japonais Kōji Wakamatsu décédé en 2012. L'histoire met en scène les conditions de tournage des films tournés à la Wakamatsu Production entre 1969 et 1972 en se focalisant sur Megumi Yoshizumi, une jeune assistante de réalisation qui entre dans l'équipe à cette époque.

## Fiche technique
- Titre international : Dare to Stop Us
- Titre original : 止められるか、俺たちを (Tomerareru ka, kimitachi o?)[2]
- Réalisation : Kazuya Shiraishi
- Scénario original : Jun'ichi Inoue (ja)
- Musique : Keiichi Sokabe
- Photographie : Tomohiko Tsuji
- Éclairages : Reiji Ōkubo
- Décors : Keisuke Tsuru
- Costumes : Masae Miyamoto
- Montage : Hitomi Katō
- Son : Tomoharu Urata
- Société de production : HiCROSS Cinematography[3], Skhole Co., Wakamatsu Production[4]
- Société de distribution : Wakamatsu Production, Skhole Co.
- Pays d'origine :  Japon
- Langue originale : japonais
- Genre : drame, film biographique
- Durée : 119 minutes
- Date de sortie :
  - Corée du sud : 5 octobre 2018 (Festival international du film de Busan)[5]
  - Japon : 13 octobre 2018[2]
  - Suisse : 18 janvier 2019 (Festival Black Movie)[6]
  - Italie : 3 mai 2019 (Udine Far East Film Festival)[5]
  - Allemagne : 31 mai 2019 (Nippon Connection Film Festival)[5]
  - États-Unis : 4 juillet 2019 (New York Asian Film Festival)[5]
  - Canada : 28 juillet 2019 (Fantasia International Film Festival)[5]

## Distribution
- Mugi Kadowaki : Megumi Yoshizumi
- Arata Iura : Kōji Wakamatsu
- Hiroshi Yamamoto (ja) : Masao Adachi (Ā-chan)
- Nao Okabe : Isao Okishima
- Shima Ōnishi : Atsushi Yamamoto
- Soran Tamoto : Michio Akiyama (Ghost)
- Katsuya Maiguma : Kazuo Komizu (Gaira)
- Kū Ijima : Kenji Takama
- Shōhei Toyama : Kenji Fukuma
- Kisetsu Fujiwara : Haruhiko Arai
- Shūsaku Kamikawa : Hiroshi Saitō
- Shibata Takao : Hajime Isogai
- Ie Kawakami : le propriétaire du magasin de disques
- Nishimoto Ryūki : Hideo Itō
- Azusa Nakazawa : Mieko Shinohara
- Shin'nosuke Mitsushima : Fuku-chan, le perchman
- Kiyohiko Shibukawa : Masao Matsuda
- Takuma Otoo : Fujio Akatsuka
- Sōsuke Takaoka : Nagisa Ōshima
- Kengo Kōra : Ken Yoshizawa
- Shinobu Terajima : la tenancière du bar Maeda
- Eiji Okuda : Kinjirō Kuzui (ATG)
- Ken Yoshizawa : Capricorn Master

## Autour du film
Le réalisateur Kazuya Shiraishi a fait ses armes à Wakamatsu Production et le scénariste Inoue Jun'ichi, vient également de Wakamatsu Production. De plus, le rôle de Kōji Wakamatsu est tenu par l'acteur Arata Iura qui a joué dans le passé dans plusieurs films de Wakamatsu.

## Distinctions
- 2018 : 61ème Blue Ribbon Award de la meilleure actrice pour Mugi Kadowaki dans Dare to Stop Us[9].
- 2018 : nomination pour le 31ème Nikkan Sports Film Award de la meilleure actrice pour Mugi Kadowaki dans Dare to Stop Us[10].
- 2018 : 7ème place dans le classement du Top Ten du 40ème du Festival de Film de Yokohama[11].